# 11 v.Chr.

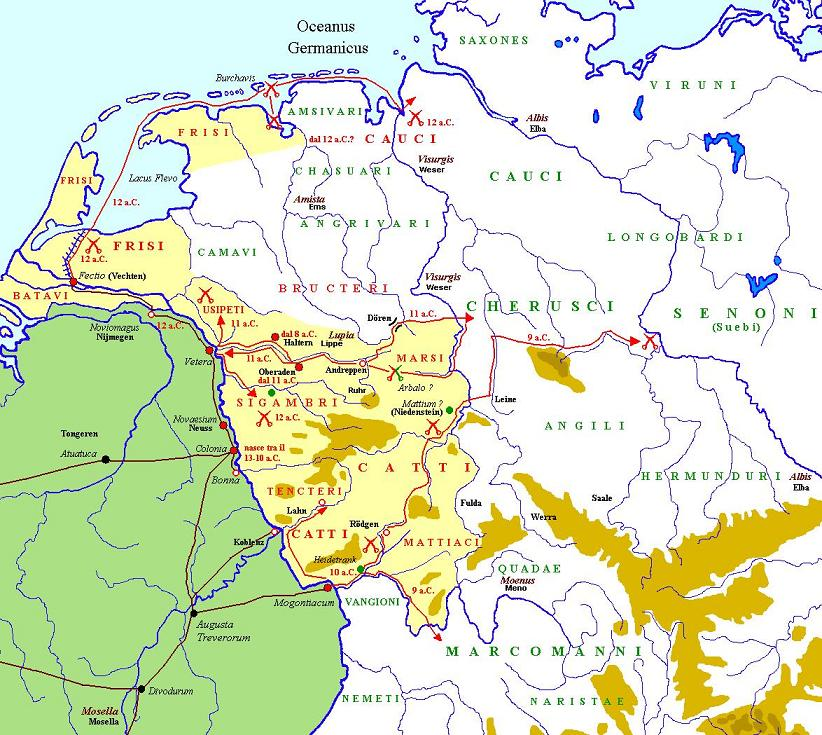
Drusus' veldtocht in Germanië (12 - 9 v.Chr.)

Het jaar 11 v.Chr. is een jaartal in de 1e eeuw v.Chr. volgens de christelijke jaartelling.

## Gebeurtenissen

### Italië
- Tiberius Claudius Nero laat zich scheiden van zijn zwangere vrouw Vipsania Agrippina. Keizer Augustus dwingt hem met zijn dochter Julia Caesaris te trouwen.

### Europa
- Nero Claudius Drusus trekt vanuit Castra Vetera (huidige Xanten) de Lippe op en bereikt de Wezer, waar hij door de Germanen wordt teruggedreven.

## Overleden
- Octavia Thurina, zuster van Imperator Caesar Augustus